# Alexei Urmanov
Alexei Yevgenyevich Urmanov (em russo:  Алексей Евгеньевич Урмановⓘ; Leningrado, RSFS da Rússia, 17 de novembro de 1973) é um ex-patinador artístico russo. Ele foi campeão olímpico em 1994.

## Principais resultados
| Resultados                                                                             | Resultados       | Resultados        | Resultados        | Resultados        | Resultados        | Resultados       | Resultados      | Resultados        | Resultados        | Resultados        | Resultados    | Resultados    |
| Internacional                                                                          | Internacional    | Internacional     | Internacional     | Internacional     | Internacional     | Internacional    | Internacional   | Internacional     | Internacional     | Internacional     | Internacional | Internacional |
| Evento/Temporada                                                                       | 1989– 1990       | 1990– 1991        | 1991– 1992        | 1992– 1993        | 1993– 1994        | 1994– 1995       | 1995– 1996      | 1996– 1997        |                   | 1998– 1999        |               |               |
| -------------------------------------------------------------------------------------- | ---------------- | ----------------- | ----------------- | ----------------- | ----------------- | ---------------- | --------------- | ----------------- | ----------------- | ----------------- | ------------- | ------------- |
| Jogos Olímpicos                                                                        |                  |                   | 5.º               |                   | Medalha de ouro   |                  |                 |                   |                   |                   |               |               |
| Campeonato Mundial                                                                     |                  | 8.º               | 8.º               | Medalha de bronze | 4.º               | 4.º              | 5.º             | WD                | 5.º               |                   |               |               |
| Campeonato Europeu                                                                     |                  | 6.º               | Medalha de bronze | 5.º               | Medalha de bronze | Medalha de prata |                 | Medalha de ouro   | Medalha de bronze |                   |               |               |
| GP Grand Prix Final                                                                    |                  |                   |                   |                   |                   |                  | Medalha de ouro | Medalha de bronze | Medalha de prata  |                   |               |               |
| GP Cup of Russia                                                                       |                  |                   |                   |                   |                   |                  |                 | Medalha de ouro   | Medalha de ouro   |                   |               |               |
| GP Nations Cup                                                                         |                  |                   |                   |                   |                   |                  | 4.º             | Medalha de ouro   |                   |                   |               |               |
| GP Skate America                                                                       |                  |                   |                   |                   | Medalha de bronze |                  |                 | Medalha de prata  | Medalha de bronze |                   |               |               |
| GP Skate Canada International                                                          |                  |                   |                   |                   |                   |                  | Medalha de ouro |                   |                   |                   |               |               |
| Grand Prix International de Paris                                                      |                  |                   | Medalha de bronze |                   |                   |                  |                 |                   |                   |                   |               |               |
| Grand Prix St. Gervais                                                                 |                  | Medalha de ouro   |                   |                   |                   |                  |                 |                   |                   |                   |               |               |
| Jogos da Boa Vontade                                                                   |                  |                   |                   |                   |                   | Medalha de ouro  |                 |                   | Medalha de prata  |                   |               |               |
| NHK Trophy                                                                             |                  |                   |                   | Medalha de bronze |                   |                  |                 |                   |                   |                   |               |               |
| Prize of Moscow News                                                                   |                  | Medalha de ouro   |                   |                   |                   |                  |                 |                   |                   |                   |               |               |
| Internacional – Júnior                                                                 |                  |                   |                   |                   |                   |                  |                 |                   |                   |                   |               |               |
| Campeonato Mundial Júnior                                                              | Medalha de prata |                   |                   |                   |                   |                  |                 |                   |                   |                   |               |               |
| Nacional                                                                               |                  |                   |                   |                   |                   |                  |                 |                   |                   |                   |               |               |
| Campeonato Russo                                                                       |                  |                   |                   | Medalha de ouro   | Medalha de ouro   | Medalha de ouro  | Medalha de ouro | Medalha de prata  |                   | Medalha de bronze |               |               |
| Campeonato Soviético                                                                   | 6.º              | Medalha de bronze | Medalha de ouro   |                   |                   |                  |                 |                   |                   |                   |               |               |
|                                                                                        |                  |                   |                   |                   |                   |                  |                 |                   |                   |                   |               |               |
| Legenda: GP = Grand Prix; WD = Abandonou; Competição não foi disputada nesta temporada |                  |                   |                   |                   |                   |                  |                 |                   |                   |                   |               |               |